# Christian Gottlieb Prieber
Christian Gottlieb Prieber, auch: Christian Gottlieb Priber (* 21. März 1697 in Zittau; † 1744/45 in Fort Frederica auf der Insel St. Simons, Georgia), war ein deutscher Rechtsanwalt, Sozialutopist und Abenteurer.

## Leben

### Ausbildung und Leben in Zittau
Christian Gottlieb Prieber kam am 21. März 1697 in Zittau (Sachsen) als Sohn des Kaufmanns und Tuchhändlers in der Webergasse in Zittau, Friedrich Prieber (1661–1721) und seiner ersten Frau Anna Dorothea Bergmann, verw. Müßiggang (1656–1715), auf die Welt. Von 1707 bis 1717 war er Schüler des Gymnasiums in Zittau. Während dieser Zeit erlebte er drei Rektoren: bis 1708 Christian Weise, von 1708 bis 1712 Gottfried Hoffmann und bis 1717 Johann Christoph Wentzel. Seit 1718 studierte in Leipzig die Rechte. Sein Abschlussexamen legte er 1722 an der Universität Erfurt ab. Der Titel seiner in Latein verfassten Dissertation lautete: Usu doctrinae juris romani de ignoratia juris in foro germaniae et quod in eo aeqvum sit (deutsch: „Anwendung der Lehre des Römischen Rechts von der Unwissenheit des Rechts an deutschen Gerichtshöfen und was davon gerecht und billig ist“). Danach kehrte er als „Juris practicus“ nach Zittau zurück und heiratete am 17. November 1722 Christiana Dorothea Hoffmann (1701–1757), die Tochter des Rektors des Zittauer Gymnasiums Gottfried Hoffmann (1658–1712) und seiner zweiten Frau Christiane Schönfelder (1675–1753). Mit ihr zeugte er zwischen 1723 und 1732 sieben Kinder, von denen vier überlebten. Wahrscheinlich führte er zu dieser Zeit ein Doppelleben: In der Öffentlichkeit war er ein angesehener Advokat, während er im Verborgenen als ein ungewöhnlich radikaler Aufklärer über eine bessere Welt nachdachte. Ein von Prieber an Johann Christoph Gottsched überlieferter Brief könnte ein Indiz für eine solche gedankliche Entwicklung sein.

### Flucht und Auswanderung nach South Carolina
1735 verschwand Prieber aus Zittau, wo er seine Frau und Kinder zurückließ. Die Gründe dafür sind unbekannt, aber es könnte sein, dass die Obrigkeit ihm auf die Schliche kam. In London beantragte er bei den „Trustees for Establishing the Colony of Georgia“ die Ansiedlung in der 1733 in Nordamerika gegründeten Kolonie Georgia. Es könnte sein, dass Prieber durch einen in Europa vielbeachteten England-Besuch von Cherokee-Indianern 1730 zu dieser Asylidee inspiriert wurde. Doch Prieber siedelte sich nicht wie geplant in Savannah in Georgia an, sondern tauchte im Dezember 1735 in Charleston in South Carolina wieder auf. Auch dort hielt es ihn nur kurze Zeit. 1736 zog er in die nordamerikanische Wildnis. In der britischen Kolonie anglisierte er seinen Namen zu Priber.

### Leben bei den Cherokee

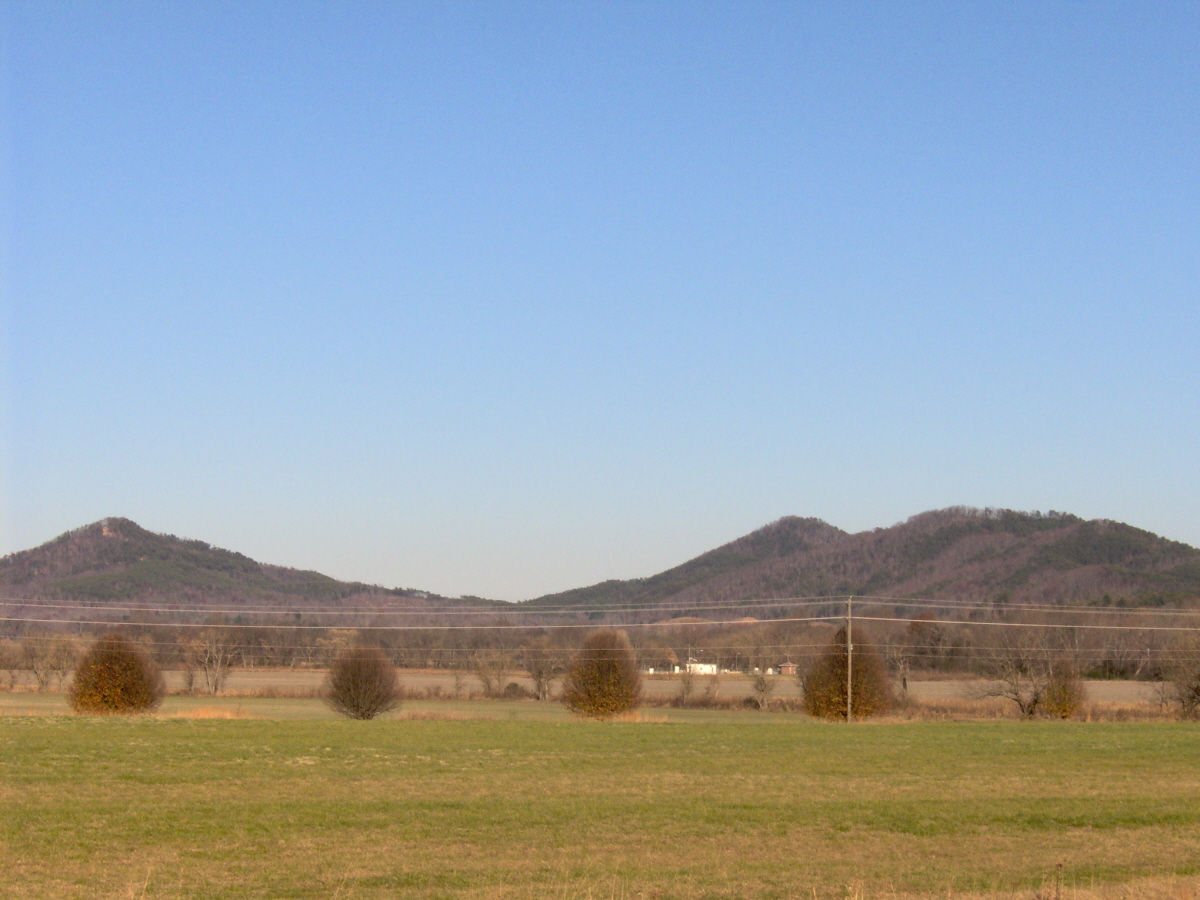
Die Gegend in Tennessee, in der das Cherokee-Dorf Great Tellico stand

Wenige Jahre später sichteten Händler Priber bei den Cherokee in Great Tellico am Fuße der Appalachen. Der Händler Ludovick Grant berichtet über ihn: „Da er ein großer Gelehrter war, meisterte er schnell ihre Sprache, und sein einnehmendes Wesen gewann ihre Herzen im Flug, er trimmte sich die Haare nach Indianerart und bemalte sich wie sie, wobei er gewöhnlich fast nackt herumlief, bis auf Hemd und Leinentuch.“ Priber war durch Adoption vollwertiges Mitglied der Cherokee-Gesellschaft geworden und soll auch durch Heirat mit der Häuptlingstochter Clogoittah in einen der matrilinearen Clans aufgenommen worden sein. Priber hatte die Sprache der Cherokee gelernt, arbeitete an einem Sprachlexikon und schrieb seine Beobachtungen in ein Tagebuch. Da diese Aufzeichnungen verschollen sind, gilt er allerdings nur als „verschollener Vorläufer“ der amerikanischen Ethnologie und Linguistik. Priber wurde den Händlern und bald auch bei den britischen Kolonialherren suspekt. Der Advokat aus Sachsen machte den Cherokee klar, dass sie sich durch die Engländer große Teile ihres Landes hatten abtricksen lassen. Künftig sollten sie ihre Interessen geschickter wahren. Durch Bildung strebte er als Fernziel eine indianische Konföderation an, um das Joch der Europäer abzuschütteln. 1739 sollte Oberst Joseph Fox in einer Expedition Priber verhaften, doch diese schlug fehl, da der redegewandte Deutsche sich zu verteidigen wusste und unter dem Schutz der Cherokee stand. Priber nahm unterdessen seine Idee einer utopischen Gemeinschaft „Königreich Paradies“ in Angriff, die auf noch besserem Land am Alabama-Fluss auferstehen sollte. Dort würde vollkommene Freiheit gewährleistet, alle wären gleich und alle Güter allen gemeinsam. Alle arbeiten zum Wohl des Ganzen. Eheverträge gäbe es nicht. Frauen sollten ihre Männer nach Gutdünken wählen, aber auch jederzeit wieder verlassen können; sogar täglich, wenn ihnen danach war. Die Erziehung der Kinder war Sache der Gemeinschaft. Verstöße würden durch das Gegenteil bestraft, eine Praxis, die Priber bei den Indianern kennengelernt hatte, wo Diebe für ihre ehrlichen Grundsätze und feige Krieger für ihre Tapferkeit gerühmt wurden – was sich für ihr Ehrgefühl schlimmer ausnahm als Marter. Wie viele Anhänger Priber hatte, ist bis heute unklar. Damit wurde Priber zum Feind Nr. 1 der südlichen Kolonien. Anfang 1743 wurde Priber auf einer diplomatischen Mission Richtung des französischen Louisiana von Händlern gefangen genommen und im Fort Frederica auf den St. Simon’s Island eingesperrt, wo er, ohne dass es zu einem Prozess gekommen wäre, 1745 verstarb.
Die Manuskripte seiner Werke, darunter das für den Druck fertiggestellte Buch mit den Prinzipien seiner politischen Utopie „Paradies“ oder „Königreich Paradies“, sein Tagebuch, das Wörterbuch der Cherokee-Sprache, die er bei seiner Verhaftung bei sich trug, gelten seitdem als verschollen.

## Werke
- 1722: Usu doctrinae juris romani de ignoratia juris in foro germaniae et quod in eo aeqvum sit (Christian Gottlieb Prieber)
- 1734: Christian Gottlieb Priber an Gottsched, Zittau 23. Februar 1734